# Macrobrachium nobilii
Macrobrachium nobilii är en kräftdjursart som först beskrevs av Henderson och Matthai 1910.  Macrobrachium nobilii ingår i släktet Macrobrachium och familjen Palaemonidae. Inga underarter finns listade i Catalogue of Life.